# Arteria hipofisaria inferior
La arteria hipofisaria inferior es una arteria en la cabeza. Es una rama de la arteria carótida cavernosa, a su vez de la arteria carótida interna. Suministra la hipófisis posterior de la glándula pituitaria.

## Estructura
La arteria hipofisaria inferior es una rama de la arteria carótida cavernosa, a su vez de la arteria carótida interna. Alternativamente, puede surgir de la arteria meningohipofisaria. Pasa por la mitad del seno cavernoso. Alcanza la superficie lateral de la hipófisis posterior. Se fusiona con la otra arteria hipofisaria inferior.
La arteria hipofisaria inferior puede dar origen a la arteria clival medial.

## Función
La arteria hipofisaria inferior irriga la glándula pituitaria, Específicamente la hipófisis posterior (neurohipófisis). Es importante para la distribución de vasopresina en el torrente sanguíneo.

## Historia
La arteria hipofisaria inferior fue identificada por primera vez en 1860 por Hubert von Luschka.